# Desastre medioambiental

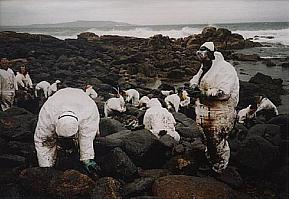
Voluntarios limpiando playas de Galicia, España tras el Desastre del Prestige (2002). Tras el accidente del petrolero Prestige, se desató una de las mayores catástrofes medioambientales de Europa, afectando a más de 2000km de costa. El caso desveló una serie de irregularidades, como el mal estado de la embarcación, el destino y origen de su ruta, las condiciones laborales de los operarios, las malas decisiones de las autoridades españolas, la ausencia de implicación de las portuguesas, y la relación del petrolero con poderosos oligarcas rusos.

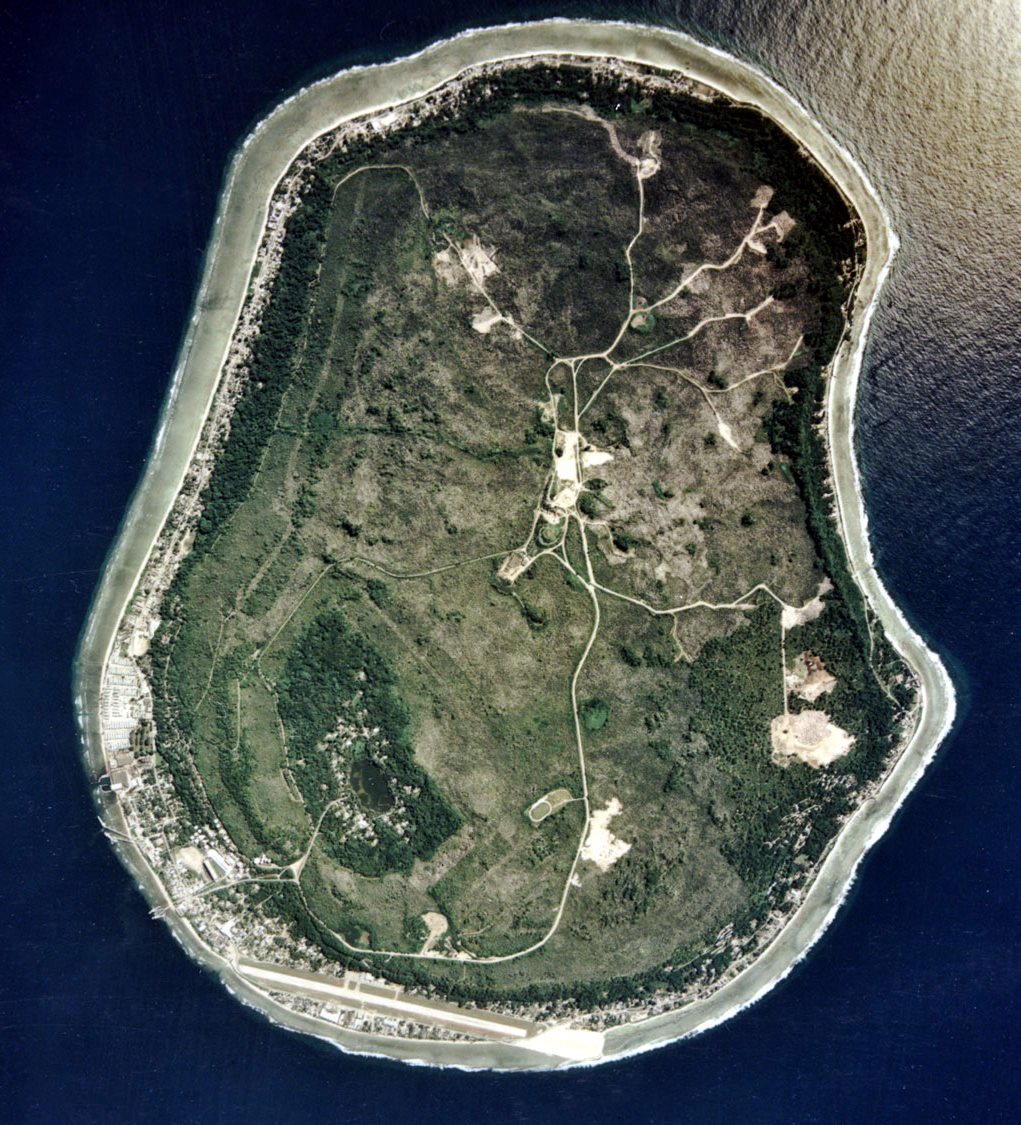
Una imagen aérea de la isla de Nauru tomada en 2002 por el programa de medición de radiación atmosférica del Departamento de Energía Estadounidense. La vegetación regenerada cubre el 63% de la tierra que se extraía.

Un desastre medioambiental o desastre ecológico es un desastre en el medioambiente natural debido a la actividad humana. No se debe confundir con el concepto de desastres naturales.

## Historia
En este caso, el impacto de la alteración realizada por el ser humano del ecosistema ha llevado a consecuencias generalizadas y / o de larga duración. Se pueden incluir las muertes de los animales (incluyendo humanos) y las plantas, o la alteración grave de la vida humana, que probablemente requiera de la migración.
Los desastres ambientales pueden tener un efecto sobre la agricultura, la biodiversidad, la economía y la salud humana. Las causas son la contaminación, el agotamiento de los recursos naturales, la actividad industrial o agrícola.